# Chudá Lehota
Chudá Lehota és un poble i municipi d'Eslovàquia que es troba a la regió de Trenčín. La primera menció escrita de la vila es remunta al 1400.

## Demografia
| Godina             | 1994 | 2004   | 2014   | 2024    |
| ------------------ | ---- | ------ | ------ | ------- |
| Nombre de persones | 224  | 221    | 206    | 227     |
| Diferència         |      | −1,33% | −6,78% | +10,19% |

| Godina             | 2023 | 2024   |
| ------------------ | ---- | ------ |
| Nombre de persones | 226  | 227    |
| Diferència         |      | +0,44% |